# Inga hintonii
Inga hintonii är en ärtväxtart som beskrevs av Noel Yvri Sandwith. Inga hintonii ingår i släktet Inga och familjen ärtväxter. Inga underarter finns listade i Catalogue of Life.